# Hereditarismus
Hereditarismus je psychologická teorie tvrdící, že na rozdíly (zejména v kognitivních schopnostech) mezi lidmi nebo mezi lidskými skupinami má zásadní vliv dědičnost. V extrémní podobě je hereditarismus vlastně ekvivalentní genetickému determinismu – vše závisí na genech. Opakem je sociální determinismus tvrdící, že všechny rozdíly mezi lidmi jsou beze zbytku určeny prostředím.